# Теплостанский проезд
Теплоста́нский прое́зд — проезд в Юго-Западном административном округе города Москвы. Проходит между Ленинским проспектом и улицей Академика Варги через Теплостанский лесопарк.

## Происхождение названия
Назван в 1990 году по своему расположению в районе Тёплый Стан. До этого долгое время не имел названия несмотря на то, что по нему проходили автобусные маршруты.

## История
Возникновение проезда связано с образованием в 1910-е годы Ново-Дмитриевского посёлка, состоящего из нескольких хуторов. В посёлок вела дорога, продолжавшая главную улицу села Тропарёво. В конце 1930-х годов между Ново-Дмитровским посёлком и Тропарёвым прошло Киевское шоссе (ныне — Ленинский проспект). В начале 1970-х годов почти все дома посёлка снесены. В оставшемся доме после перестройки располагается Тропарёвское лесничество. Сохранился также яблоневый сад. В 1972—1973 годах, при застройке 8-го микрорайона Тёплого Стана и прокладке кольцевой улицы Академика Варги значение проезда увеличилось. В сентябре 1976 года по проезду провели автобусный маршрут. В начале 1980-х годов в проезде построен секретный объект, называемый «Архивно-библиотечный центр».

## Здания и сооружения
По нечётной стороне:
- № 1 — Главное здание архивно-библиотечного центра ФСБ
- № 1а — Гостиничный комплекс архивно-библиотечного центра ФСБ (архитектор Н. Белоусова). В этом здании в августе 1991 года заседали члены ГКЧП[4].

По чётной стороне:
- № 2 — Тропарёвское лесничество

## Транспорт
По проезду проходят автобусы м27, 281, 553.
Остановка с одноимённым названием на Ленинском проспекте является крупным пересадочным узлом для многих маршрутов.